# Tilurus gegenbauri
Tilurus gegenbauri – gatunek ryby elopsopodobnej z rodziny łuskaczowatych (Notacanthidae), znany jedynie z postaci larwalnej.

## Taksonomia
Rodzaj i gatunek po raz pierwszy zgodnie z zasadami nazewnictwa binominalnego opisał w 1853 roku szwajcarski anatom i fizjolog Albert von Kölliker, nadając mu nazwę Tilurus gegenbauri. Miejsce typowe to Mesyna, Sycylia, Włochy, Morze Śródziemne. Nie wiadomo gdzie znajduje się holotyp; paratypy (sygnatura MNHN-IC-0000-3415 i IC-0000-2236) zakonserwowane w alkoholu, znajdują się w Muzeum Historii Naturalnej w Paryżu. Jedyny przedstawiciel rodzaju Tilurus.

### Etymologia
- Tilurus: gr. τιλος tilos ‘cokolwiek oskubanego, rozdrobnionego, włóknistego’; ουρα oura ‘ogon’[7][2].
- gegenbauri: Carl Gegenbaur (1826–1903), niemiecki anatom porównawczy[7][1].

## Rozmieszczenie geograficzne
Holotyp i paratypy został odłowione w Morzu Śródziemnym u brzegów Mesyny.